# Sancie d'Aragon (1478-1506)
Pour les articles homonymes, voir Sancie d'Aragon.

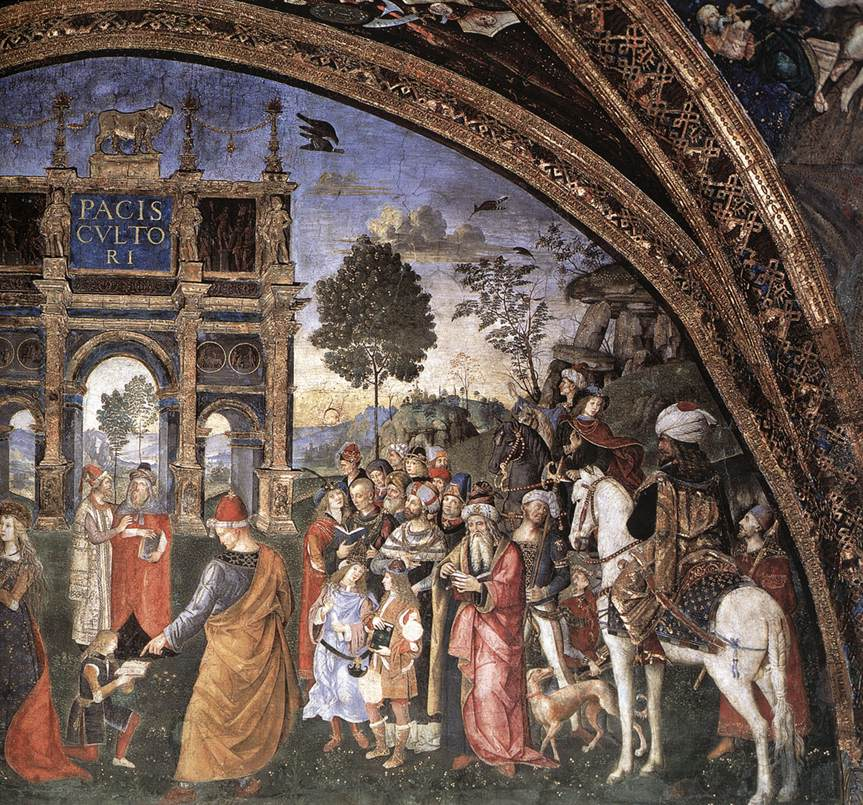
Geoffroi Borgia et Sancia

Sancie d'Aragon, dont le nom est parfois orthographié Sancia en italien ou Sancha en espagnol (née à Gaëte en 1478 et morte à Naples en 1506) est la fille illégitime du roi Alphonse II de Naples et de sa maîtresse Trogia Gazzela. En 1494, elle se marie avec Gioffre Borgia, plus jeune fils du pape Alexandre VI. Avec ce mariage elle devient princesse de Squillace, une commune du sud de l'Italie. Elle élève de 1503 jusqu'à sa mort son neveu Rodrigue d'Aragon, fils de son frère Alphonse d'Aragon et de Lucrèce Borgia, avec beaucoup d'affection. Elle meurt en 1506 à Naples.

## Au cinéma et à la télévision
- The Borgias est un feuilleton télévisé américain créé par Neil Jordan avec Emmanuelle Chriqui dans le rôle de Sancia.
- Les Borgia ou le Sang doré est un feuilleton télévisé français de 1977 avec Jean-Claude Bouillon.
- Borgia, série télévisée produite par Atlantique Productions et Lagardère Entertainment a été diffusée sur Canal + en octobre 2011.